# Tarucus quadratus
Tarucus quadratus är en fjärilsart som beskrevs av Oglivie-grant 1899. Tarucus quadratus ingår i släktet Tarucus och familjen juvelvingar. Inga underarter finns listade i Catalogue of Life.